# Magnolia minor
Magnolia minor là một loài thực vật có hoa trong họ Magnoliaceae. Loài này được (Urb.) Govaerts mô tả khoa học đầu tiên năm 1996.